# NGC 6854
NGC 6854 (другие обозначения — PGC 64080, ESO 185-61, AM 2001-543) — галактика в созвездии Телескоп.
Этот объект входит в число перечисленных в оригинальной редакции «Нового общего каталога».